# 八硝基立方烷
八硝基立方烷（英文：Octanitrocubane，ONC）是一种新型高能炸药，分子式为C8(NO2)8，由立方烷的氢全部被硝基取代制得。它与三硝基甲苯类似，对震动的敏感度比较低，甚至用锤子砸也不会爆炸。 
八硝基立方烷中存在张力，碳-碳键的键角为90°，与sp3杂化碳原子的109°28'相差很大；分解产物也是很稳定的二氧化碳和氮气，因此八硝基立方烷的爆炸性非常强，是性能最强的几种炸药之一。它比奥克托今（HMX）的威力大20-25%。
C8(NO2)8 → 8CO2 + 4N2
八硝基立方烷与其分解产物都是无毒的。反应中不产生水，因此基本上不会有烟雾产生。

## 制备
八硝基立方烷首先由芝加哥大学的菲利普·伊顿与留美化学家Mao-Xi Zhang在1999年合成，结构由美国海军研究实验室的理查德·希拉尔迪用X射线晶体学分析获得。 其合成方法非常繁瑣，条件苛刻，产率也不高，光是立方烷的合成就需要至少十步，因此基本上只限于实验室合成，可以取得的量也非常少。
| 由2-環戊烯酮合成到立方烷的過程             | 描述                               |
| ------------------------------------------ | ---------------------------------- |
| 第一部分：合成立方烷的前体2-溴代环戊二烯酮 | 第一部分：合成前体2-溴代环戊二烯酮 |
| 第二部分：合成立方烷                       | 第二部分：合成立方烷               |

八硝基立方烷的合成可以见下图：
合成八硝基立方烷时，需要合成的前体是四硝基立方烷（TNC），同样具有很强的爆炸性。四硝基立方烷首先在1993年合成， 但路线比较繁冗。上图画出的是1997年的改进法。首先立方烷甲酸分别与氯化亚砜及光气在光照下作用，发生立方体中四面体四个顶点碳的氯羰基化，生成四酰氯衍生物。 然后与叠氮三甲基硅烷发生Curtius重排反应生成异氰酸酯，再用二甲基双环氧乙烷氧化，得到四硝基立方烷。
受硝基吸电子效应的影响，四硝基立方烷具有非常强的酸性，大约是立方烷的1020倍。因此它与双(三甲硅基)氨基钠反应可被脱去质子，生成顶点碳的碳负离子，再用四氧化二氮硝化，便可获得五硝基取代物。 接下来继续用该法硝化，可以依次获得六硝基立方烷、七硝基立方烷。
最后的一步需要用到双(三甲硅基)氨基锂作碱性试剂，并用亚硝酰氯硝化，臭氧处理，得到八硝基立方烷，产率为55%。
八硝基立方烷可能可以由目前仍未发现、应该很不稳定的二硝基乙炔的四聚产生。